# 日立セメント
日立セメント株式会社（ひたちセメント）は、茨城県日立市に本社を置く独立系のセメントメーカー。
水戸市に本店を置く株木建設株式会社の関連会社であり、同時に株木建設の主要株主でもある。社名の「日立」は地名由来であり、日立製作所（日立グループ）との資本関係はない。

## 沿革
- 1907年6月 - 関清英が助川セメント製造所を設立。
- 1912年12月 - 常陸セメント株式会社に社名を変更。
- 1943年9月 - 企業整備令により住友セメントに吸収され、同社日立工場となる。
- 1947年10月 - 住友セメントから分離し、再び常陸セメント株式会社として独立。
- 1953年1月 - 日立セメント株式会社に社名を変更。
- 2019年4月 - 太平洋セメント株式会社との業務提携により石灰石の採掘、セメントクリンカの焼成を停止。

## 関連会社一覧
- 日立寒水石株式会社
- 株式会社日立生コン
- 株式会社日立パイル
- 株式会社ウッドストックカントリークラブ
- 鹿島中央コンクリート株式会社
- 株木建設株式会社
- ニュー山根ゴルフクラブ株式会社
- 株式会社ハイミックスブッサン

## 架空索道
大平田鉱山からセメントの原料である石灰石を工場に搬出するために1937年に架空索道が山間部に約4kmに渡って敷設された。索道は複線式で分速105mの速度で運行され、1つの搬器に1.25tの石灰石を積載できる。かつて各地に存在した鉱石搬送の架空索道としては、日本で最後に残ったものである。地元では鉄索（てっさく）の愛称で呼ばれている。なお、市街地はベルトコンベアーで搬送している。しかし日立セメントは2018年度をもって石灰石の輸送を終了、最後に残った架空索道も2019年3月にゴンドラが取り外され、5月に解体された。

## ギャラリー

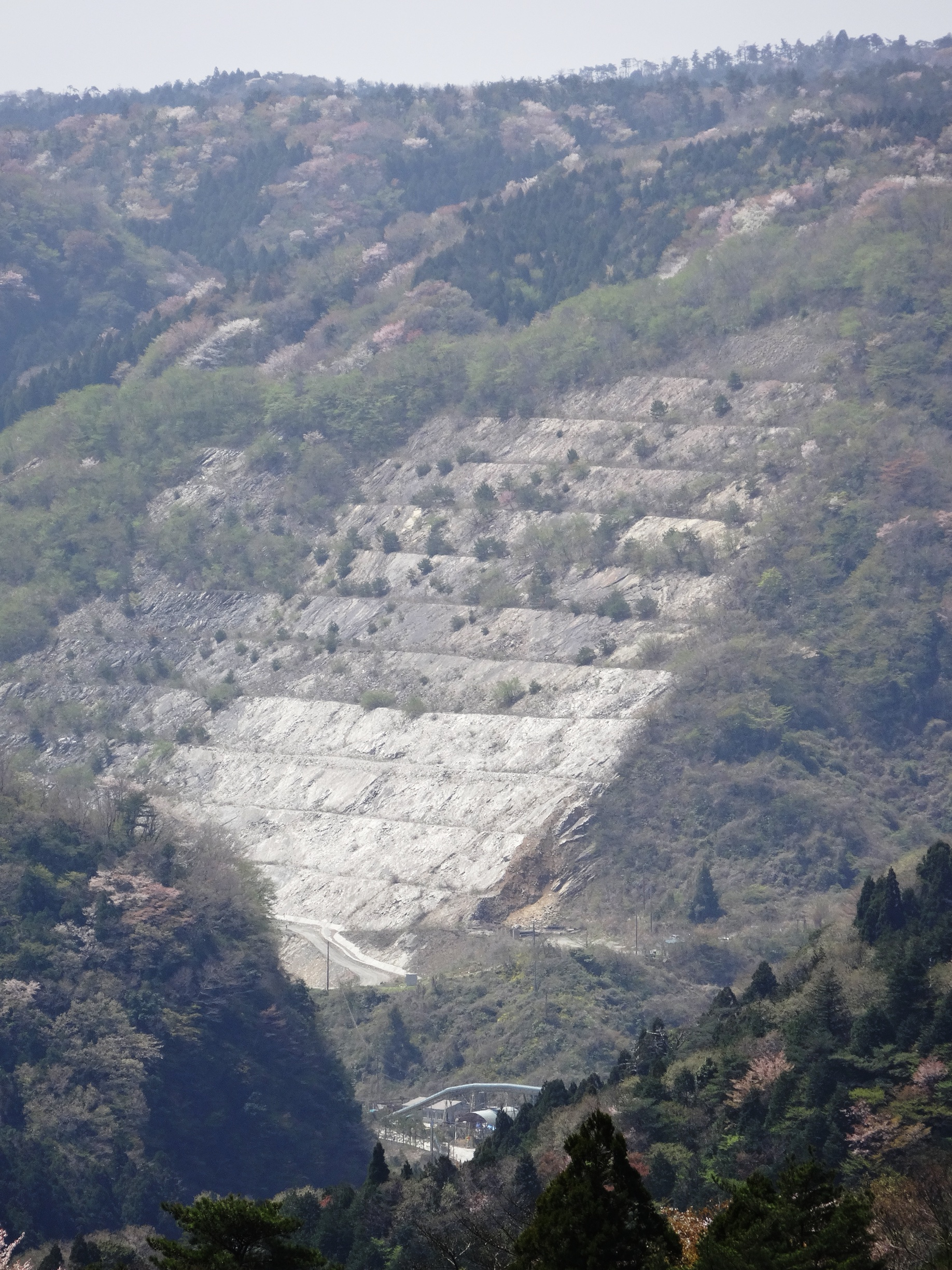
大平田鉱山
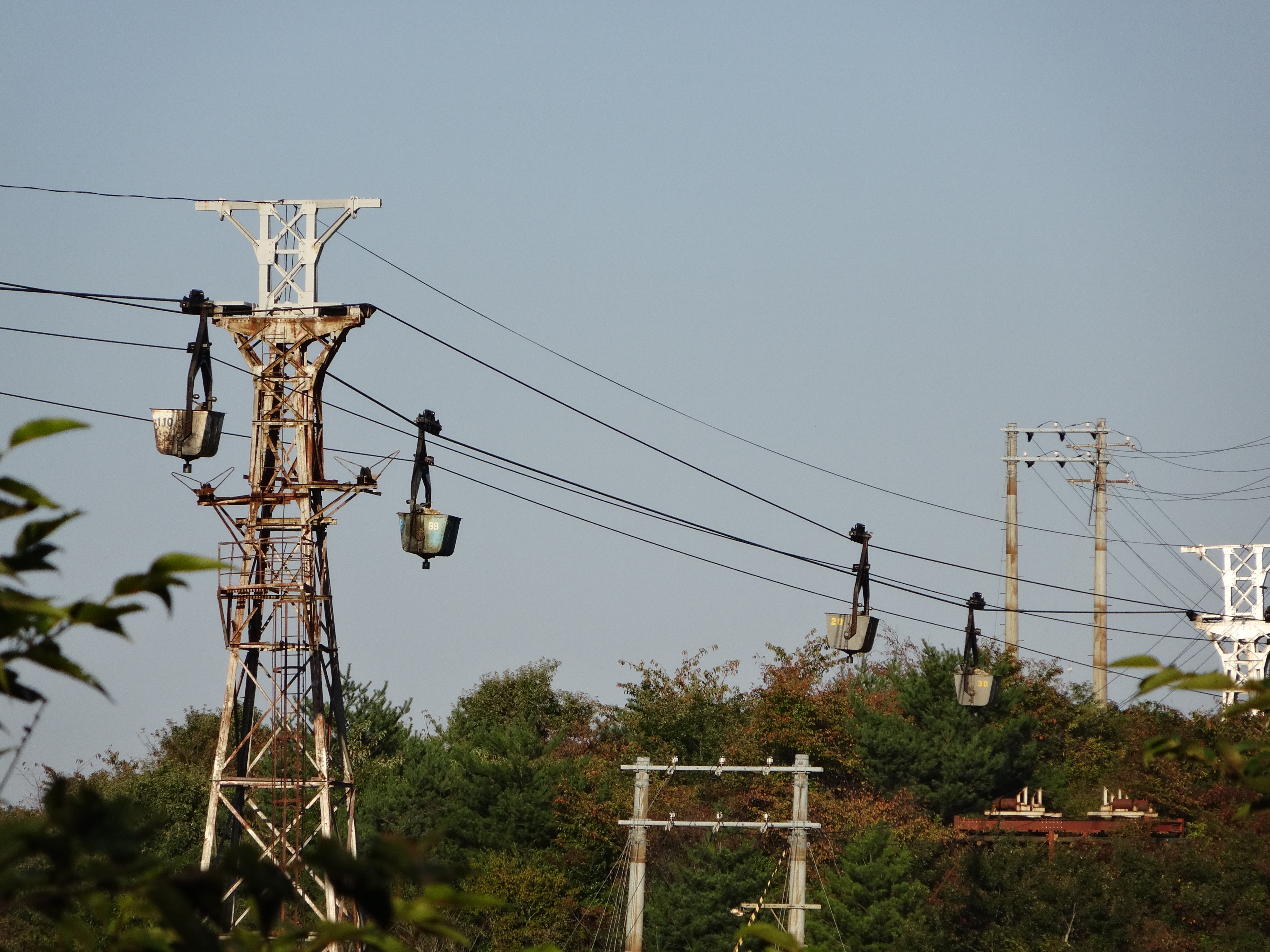
複線式架空索道